# Coupe du Brésil de football 2013
Navigation
Édition précédente Édition suivante
La Coupe du Brésil de football 2013 est la 25e édition de la Coupe du Brésil de football.
La compétition a débuté le 27 février 2013 et s'est terminée le 27 novembre 2013.

## Format
La compétition se joue en matchs aller et retour.
Le premier tour est composé de 80 participants, les 40 vainqueurs participent au deuxième tour, les 20 vainqueurs sont rejoints par 12 équipes de première division pour le troisième tour. Lors des deux premiers tours, si l'équipe visiteuse gagne par au moins deux buts d'écart le match retour est annulé.
Les vainqueurs du troisième tour participent aux huitièmes de finale, jusqu'à la finale les matchs se déroulent également en aller et retour, en cas d'égalité, la règle du but extérieur est appliquée, sinon une séance de tirs au but départage les équipes.
Le vainqueur se qualifie pour la Copa Libertadores 2014. 

## Finales
| 20 novembre 2013 | Club Athletico Paranaense | 1 – 1   | Flamengo | Stade Vila-Capanema, Curitiba |                      |
|                  |                           | (1 - 1) |          | Spectateurs : 15 484          | Spectateurs : 15 484 |

| 27 novembre 2013 | Flamengo | 2 – 0   | Club Athletico Paranaense | Stade Maracanã, Rio de Janeiro |                      |
|                  |          | (0 - 0) |                           | Spectateurs : 68 857           | Spectateurs : 68 857 |

Le Clube de Regatas do Flamengo remporte sa troisième Coupe du Brésil.